# Ravine Dublanc
Die Ravine Dublanc ist ein Fluss im Westen von Dominica im Parish Saint Joseph.

## Geographie
Die Ravine Dublanc entspringt am westlichen Kamm des Morne Couronne. Sie verläuft nach Nordwesten, erhält bei Gould Estate/Cassada Gardens Zufluss durch die Ravine Neiba und mündet nach etwa einem Kilometer bei Ancater Park Estate in den Layou River.